# Wang Sombun (huyện)
Wang Sombun (tiếng Thái: วังสมบูรณ์) là một huyện (amphoe) ở tây nam của tỉnh Sakaeo, phía đông Thái Lan.

## Địa lý
Các huyện giáp ranh (từ phía bắc theo chiều kim đồng hồ) là: Wang Nam Yen và Khlong Hat of tỉnh Sakaeo, Soi Dao và Kaeng Hang Maeo của tỉnh Chanthaburi, và Tha Takiap của tỉnh Chachoengsao.

## Lịch sử
Tiểu huyện (king amphoe) được lập ngày 1 tháng 7 năm 1997 với 3 tambon tách ra từ Wang Nam Yen.
Theo quyết định của chính phủ Thái Lan vào ngày 15 tháng 5 năm 2007, tất cả 81 tiểu huyện đều được nâng lên thành huyện. Với việc đăng công báo ngày 24 tháng 8, việc nâng cấp này thành chính thức
.

## Hành chính
Huyện này được chia thành 3 phó huyện (tambon), các đơn vị này lại được chia ra thành 48 làng (muban). Wang Sombun là một thị trấn (thesaban tambon) nằm trên toàn bộ tambon Wang Sombun. Có 2 Tổ chức hành chính tambon.
| STT. | Tên         | Tên Thái | Số làng | Dân số |  |
| ---- | ----------- | -------- | ------- | ------ |  |
| 1.   | Wang Sombun | วังสมบูรณ์  | 14      | 10.549 |  |
| 2.   | Wang Mai    | วังใหม่    | 12      | 11.973 |  |
| 3.   | Wang Thong  | วังทอง    | 12      | 12.812 |  |